# Béal Deirg
Béal Deirg (en anglès Belderrig o Belderg) és una vila d'Irlanda, a la Gaeltacht del comtat de Mayo, a la província de Connacht. Molt a la vora està el jaciment arqueològic d'Achaidh Chéide. Es troba a la gaeltacht de Iorras, i lingüisticament es troba a la frontera entre l'irlandès de Connacht i l'irlandès de l'Ulster.